# Klify i Rafy Kamienne Orłowa
Klify i Rafy Kamienne Orłowa este o arie protejată (sit de importanță comunitară — SCI) din Polonia întinsă pe o suprafață de 335,68 ha, integral pe uscat.

## Localizare
Centrul sitului Klify i Rafy Kamienne Orłowa este situat la coordonatele 54°29′30″N 18°34′09″E / 54.4916°N 18.5692°E.

## Înființare
Situl Klify i Rafy Kamienne Orłowa a fost declarat sit de importanță comunitară în decembrie 2012 pentru a proteja 1 specie de animale.

## Biodiversitate
Situată în ecoregiunea continentală, aria protejată conține 7 habitate naturale: Recifuri, Faleze cu vegetație de pe coastele atlantice și baltice, Păduri de fag Luzulo-Fagetum, Păduri de fag Asperulo-Fagetum, Păduri de stejar sau de stejar și carpen sub-atlantice și medio-europene de Carpinion betuli, Păduri acidofile de stejar bătrân cu Quercus robur pe câmpii nisipoase, Păduri aluvionare cu Alnus glutinosa și Fraxinus excelsior (Alno-Padion, Alnion incanae, Salicion albae).
La baza desemnării sitului se află o specie protejată de  mamifere: liliac comun (Myotis myotis).